# کمندانداز
کمندانداز (انگلیسی: Lasso Thrower) یک فیلم کوتاه سیاه و سفید گمشده محصول ۱۸۹۴ از استودیو ادیسون است که توسط ویلیام کندی دیکسون و ویلیام هیس به عنوان فیلمبردار ساخته شده‌است. زمان اجرای آن ۶۰ ثانیه است و با استفاده از گیج استاندارد ۳۵ میلی‌متری در استودیوی بلک ماریا ادیسون روی یک حلقه فیلمبرداری شده‌است. این فیلم، نمایشگاهی از مهارت‌های کمنداندازی توسط واکورو مکزیکی ویسنته اوروپزا، یکی از چندین فیلمی است که دیکسون و هیس پس از دعوت توماس ادیسون ویلیام اف. کودی و اجراکنندگان نمایش غرب وحشی بوفالو بیل او به استودیوی کینتوسکوپ، به نمایش گذاشتند.